# Thalictrum orientale
Thalictrum orientale là một loài thực vật có hoa trong họ Mao lương. Loài này được Boiss. miêu tả khoa học đầu tiên năm 1841.